# Jonas Liesys

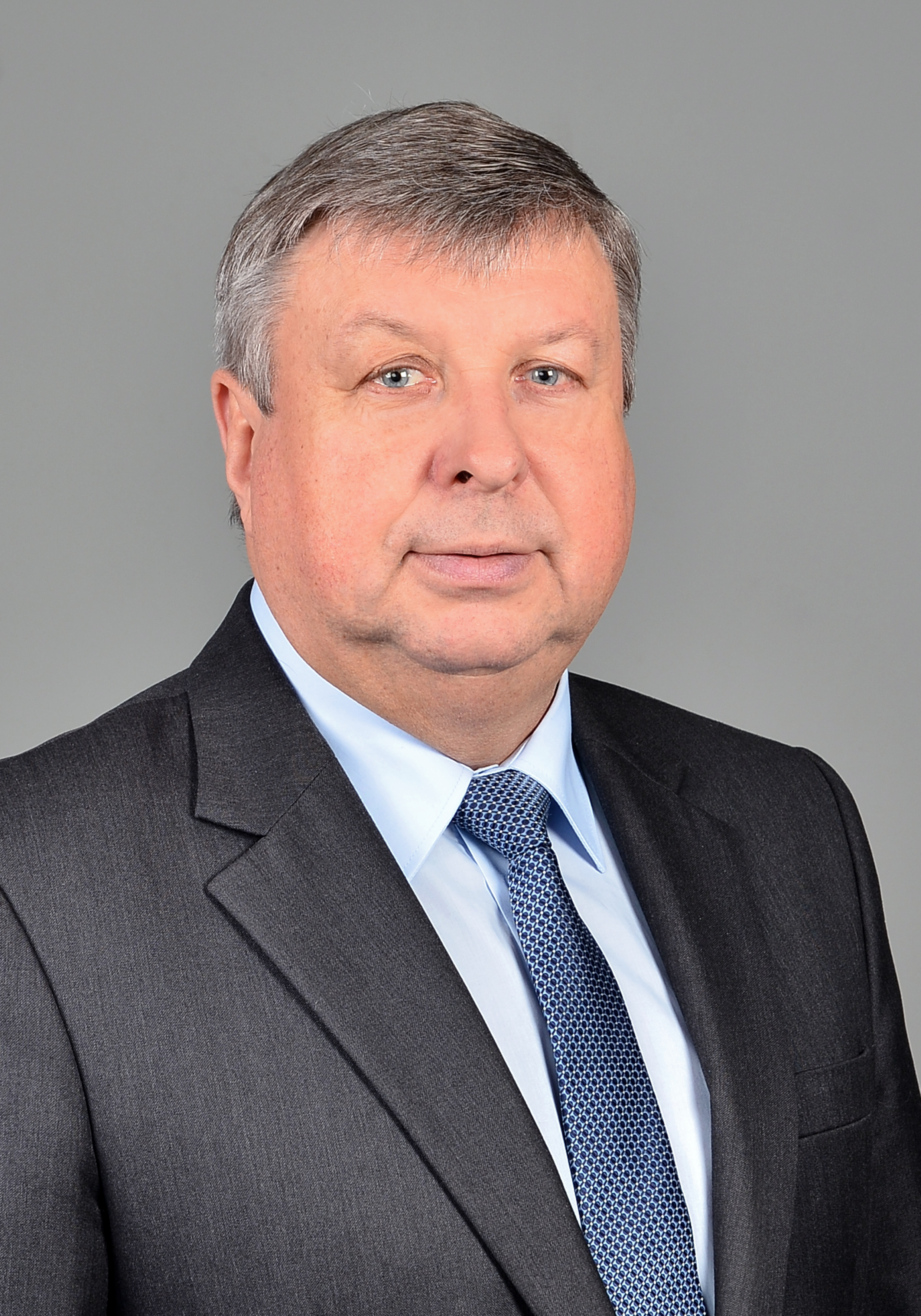
Jonas Liesys, 2015

Jonas Liesys (* 24. Februar 1952 in der Rajongemeinde Molėtai) ist ein litauischer Politiker und Pädagoge. 

## Leben
Nach dem Abitur  an der Mittelschule absolvierte er 1978 das Diplomstudium am Lietuvos kūno kultūros institutas. 
Ab 1973 arbeitete er als Sportlehrer an der Sekundarschule Rūdiškės, von 1988 bis 2008 leitete er sie als Schuldirektor. Ab 2008 war er Administrationsdirektor der Rajongemeinde Trakai. 
Von 1997 bis 2011 war er Mitglied im Gemeinderat Trakai. Von 2008 bis 2012 war er Mitglied des Seimas. Ab 2018 war er Stellvertreter des Seimas-Präsidenten Viktoras Pranckietis. 
Seit 1996 ist er Mitglied der Lietuvos centro sąjunga.